# Batalla del Lago Trasimeno
La batalla del Lago Trasimeno o batalla en Etruria (217 a. C.) fue un enfrentamiento militar librado entre las fuerzas de la República de Cartago, lideradas por el general Aníbal Barca, y las legión de la República romana, encabezadas por el cónsul Cayo Flaminio. El combate finalizó con una gran victoria para los cartagineses, muriendo el mismo Flaminio en el encuentro.

## Antecedentes

### Situación previa
Cuando los romanos se enteraron de la derrota en el Trebia reunieron un ejército de 13 legiones y pidieron el doble a sus aliados, enviando a aquellas fuerzas a Tarentum, Hispania, Sardinia y Sicilia. Luego, eligieron como nuevos cónsules a Cayo Flaminio y Cneo Servilio Gémino, quienes empezaron a reunir tropas y provisiones en Etruria y Ariminum respectivamente.
Entre tanto, Aníbal Barca deseaba desintegrar la alianza entre Roma y las ciudades itálicas. Para mostrar sus intenciones, mientras invernó en la Galia Cisalpina, Aníbal alimentó a los prisioneros romanos, pero les dio mejores raciones a los itálicos e incluso les informó que no deseaba hacerle la guerra a sus ciudades sino liberarlas del yugo romano, por lo que debían volverse sus aliados. Luego los liberó sin pedir rescate para ganarse el favor de sus paisanos.
Además, sus propios aliados, los celtas, estaban molestos porque la guerra y destrucción se desarrollaran en sus territorios, debían mantener con sus cosechas a ambos combatientes y deseaban botín. Muchos de sus jefes empezaron a conspirar contra Aníbal, pero cada vez que desarrollaban un plan uno de sus miembros traicionaba a los otros y se lo contaba al general cartaginés. Sin embargo, esto obligó al militar a cambiar sus prendas y armadura para dificultar ser reconocido. El miedo a previsibles traiciones lo llevó a adelantar su avance al sur.
Tan pronto empezó a mejorar el clima, consultó a los galos que mejor conocían el país sobre cuáles rutas seguir. Necesitaba salir de la llanura Padana, cruzar los Apeninos e invadir la península itálica, para lo que había sólo dos rutas: la primera lo llevaba hacia el valle del río Tíber y la ciudad de Ariminum, donde se hallaba el cónsul Gémino; la segunda por el valle del Arno entraría en Etruria, cerca de Arretium, ciudad junto a la que acampaba Flaminio. Había intentado atravesar las montañas antes, aunque sin lograrlo a causa del frío por lo que tuvo que esperar a la primavera. En cambio, Zonaras dice que Flaminio estaba en Ariminum cuando Aníbal inició su marcha, y sólo se movió a Arretium para seguirlo.

### Pantanos

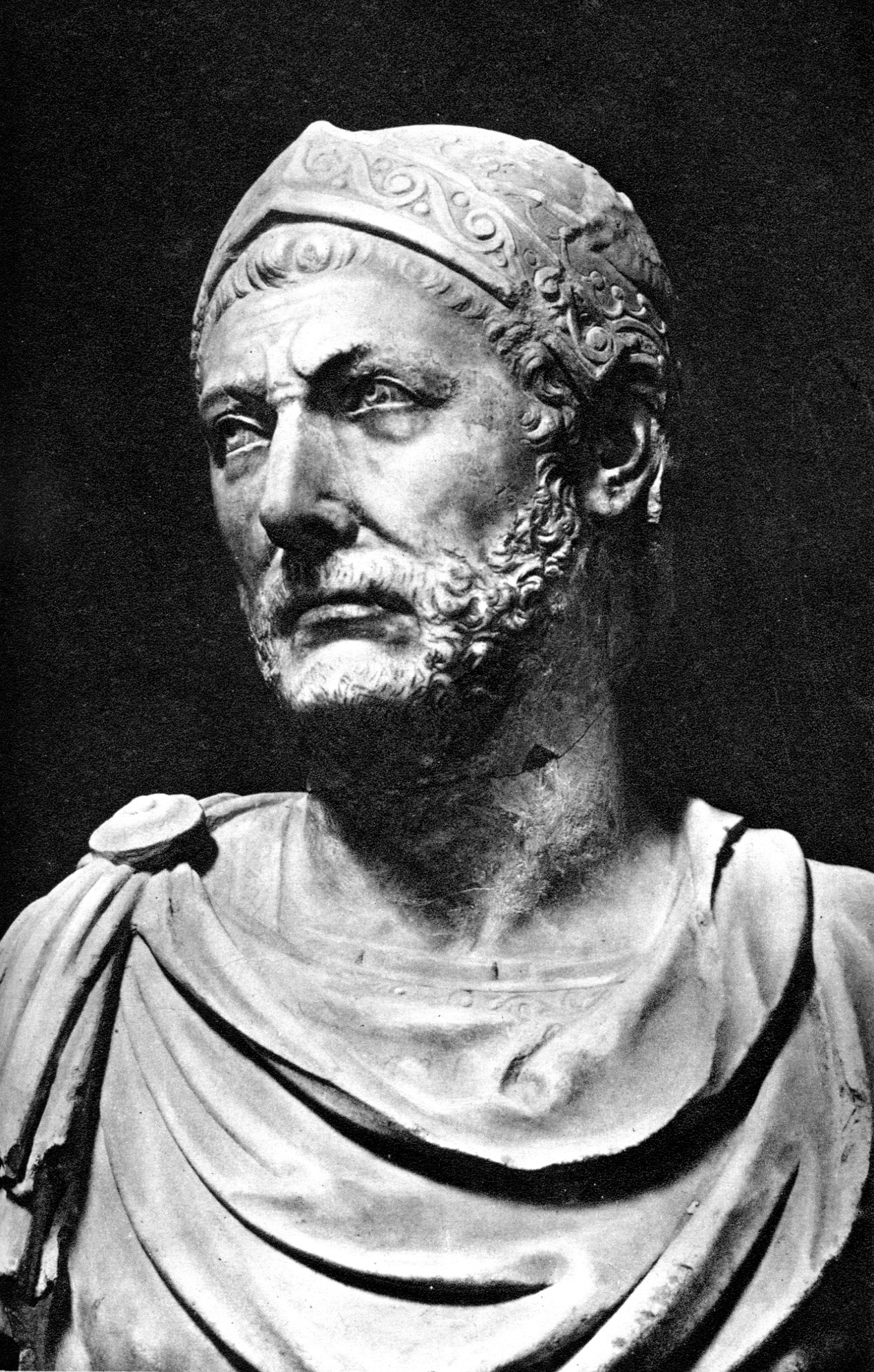
Busto de Aníbal.

El primer camino tenía desfiladeros y montañas más bajas y transitables, pero estaba mejor vigilado, así que Barca eligió esta última opción. Ofrecía muchos pasos por donde cruzar los Apeninos, pero como era primavera el valle del Arno estaba inundado, así que Flaminio creyó imposible su cruce y no guarneció la zona, haciéndola accesible a ser tomada por sorpresa. Cuando corrió la noticia de que su general planeaba llevarlos a través de una zona pantanosa, los soldados se mostraron reacios, pero su comandante se había enterado de que las aguas eran poco profundas y el suelo seguiría firme. Aníbal organizó a su ejército de la siguiente manera: la infantería veterana hispana y africana iría en vanguardia con parte del tren de equipajes, pero cada uno llevaría su equipaje para sus necesidades diarias. En el centro estaban los celtas y en la retaguardia su caballería mandada por su hermano Magón Barca, con orden de impedir a los galos desertar, pues eran conocidos por su poca resistencia a la fatiga.
A principios de mayo iniciaron la marcha. Hispanos y africanos cruzaron las ciénagas sin mayores dificultades, siguiendo sus estandartes con sólo sus guías al frente y sumergidos casi completamente. En cambio, los celtas avanzaron lentamente, pues el camino que seguían ya había sido pisoteado y embarrado por la vanguardia, resbalaban y caían en agujeros, varios a duras penas se arrastraban. Sin embargo, la caballería les impidió retroceder. Todo el ejército sufrió mucho atravesando las aguas en el transcurso de tres días con sus noches, perdiendo algunos hombres, principalmente celtas, que se dejaron morir por el cansancio entre las bestias de carga. La mayoría de los animales de carga sucumbieron en el camino, sirviendo sólo para apilar fardos sobre sus cadáveres y dar cobijos secos donde pasar la noche; Aníbal no tomó precauciones para cuidar a las bestias: si era derrotado no las necesitaría y si triunfaba podría capturar nuevas. También muchos caballos perdieron sus cascos por culpa del lodo. Numerosos soldados amontonaron sus bolsos para dormir encima de ellos. El general cartaginés cruzó a lomos de su último elefante de guerra, que murió en el camino, mientras que él enfermó y perdió la vista de un ojo.
Finalmente, al cuarto día salieron de los pantanos cerca de Fiesole, donde establecieron un campamento, sabedores de que Flaminio estaba junto a Arretium. Luego, enviaron exploradores para informarse del país, sobre el avituallamiento de sus enemigos, los caminos y el tipo de terreno de la zona. Su comandante se enteró de que Etruria prometía un gran botín y de la soberbia y falta de experiencia militar de Flaminio. Decidió pasar cerca de la base romana, así obligaría al cónsul a seguirlo y a que buscase la batalla sin su colega o a no hacer nada y ser objeto de burla de sus legionarios. Así, tendría la oportunidad de atacar al ejército consular en una emboscada.

## Fuerzas enfrentadas

### Romanos
Sus tácticas se basaban en una disciplinada infantería pesada, excelente para un combate cerrado y formada en unidades flexibles capaces de adaptarse al terreno irregular. La legión del período se componía, en promedio, de unos 4000 a 4200 soldados de infantería (miles) y 200 a 300 jinetes (eques). En casos de emergencia podían llegar a pasar los 5000 infantes, aunque en algunas circunstancias podían caer a menos de 4000. Estos eran reclutados en las levas anuales entre los ciudadanos romanos de 17 a 46 años para formar las cuatro legiones que mandaban los cónsules. Los hombres eran llamados continuamente, sirviendo un promedio de seis años para la centuria siguiente. La infantería se dividía en treinta manípulos formadas en una triple línea (triplex acies) de 1200 asteros, 1200 príncipes y 600 triarios apoyados por 1200 vélites como hostigadores. La caballería (equites) se organizaba en diez turmas (turmae) de unos treinta jinetes cada una; usualmente eran jóvenes aristócratas muy entusiastas y que estaban mejor pagados.
El armamento básico se componía de una daga (pugio), un escudo ovalado (scutum), una espada corta (gladius hispaniensis) y dos jabalinas (pilum) muy efectivas hasta los 30 metros; los triarios tenían una lanza (hasta) en lugar de jabalinas. Su armadura se componía de un peto cuadrado de bronce que cubría el pecho (spithamê) y para los más ricos, una cota de malla (lorica hamata); las cotas eran pesadas pero bien valoradas, tanto que Aníbal tenía la costumbre que quitárselas a los enemigos muertos y dárselas a sus hombres. Por último, contaban con un casco de bronce con cresta (pêchus). Por su parte, los vélites sólo tenían la espada corta, cinco a siete jabalinas, cascos sin cresta, una capa y un escudo redondo de mimbre (parma). Los jinetes portaban un yelmo de bronce, un coselete de lino rígido, un fuerte escudo circular, una lanza larga y probablemente una espada corta.
Los aliados itálicos (socii) estaban obligados a proveer de soldados a la República romana. Cada año reclutaban dos alae que combatían en los costados y se organizaban en diez cohortes (cohors) de 460 a 600 hombres cada una, unos 5000 infantes por ala. Aportaban con tres jinetes por cada uno aportado por los romanos. Sus fuerzas de élite (extraordinarii), cuatro cohortes y veinte turmas, equivalentes a 1600 combatientes de a pie y 600 a caballo, marchaban por separado y acampaban cerca de la tienda del cónsul (praetorium) para estar a su inmediata disposición y en la batalla se usaban según las circunstancias.
Apiano (95-165 d. C.) y Polibio (200-118 a. C.) estiman a los romanos en unos 30 000 efectivos, mientras que Tito Livio (59 a. C.-17 d. C.) da un total de 31 000. Apiano también menciona que antes de seguir a Aníbal, Flaminio contaba con 30 000 infantes y 3000 jinetes a sus órdenes. Sin embargo, hay cuestionamientos a las crónicas antiguas. Los historiadores británicos John Francis Lazenby y Nic Fields reducen su número a 25 000, el tamaño promedio de un ejército consular de la época. Se compondría de 2 legiones, 2 alae de los socii itálicos y los remanentes de los vencidos en el Trebia. Su compatriota y colega, Mark Healy, cree que estas fuerzas estaban compuestas por las recién reclutadas legiones X y XI más los supervivientes de Trebia, específicamente las legiones III y IV. En cambio, Fields considera que las tropas de Flaminio se reducían a las legiones romanas I y III más los itálicos.

### Cartagineses

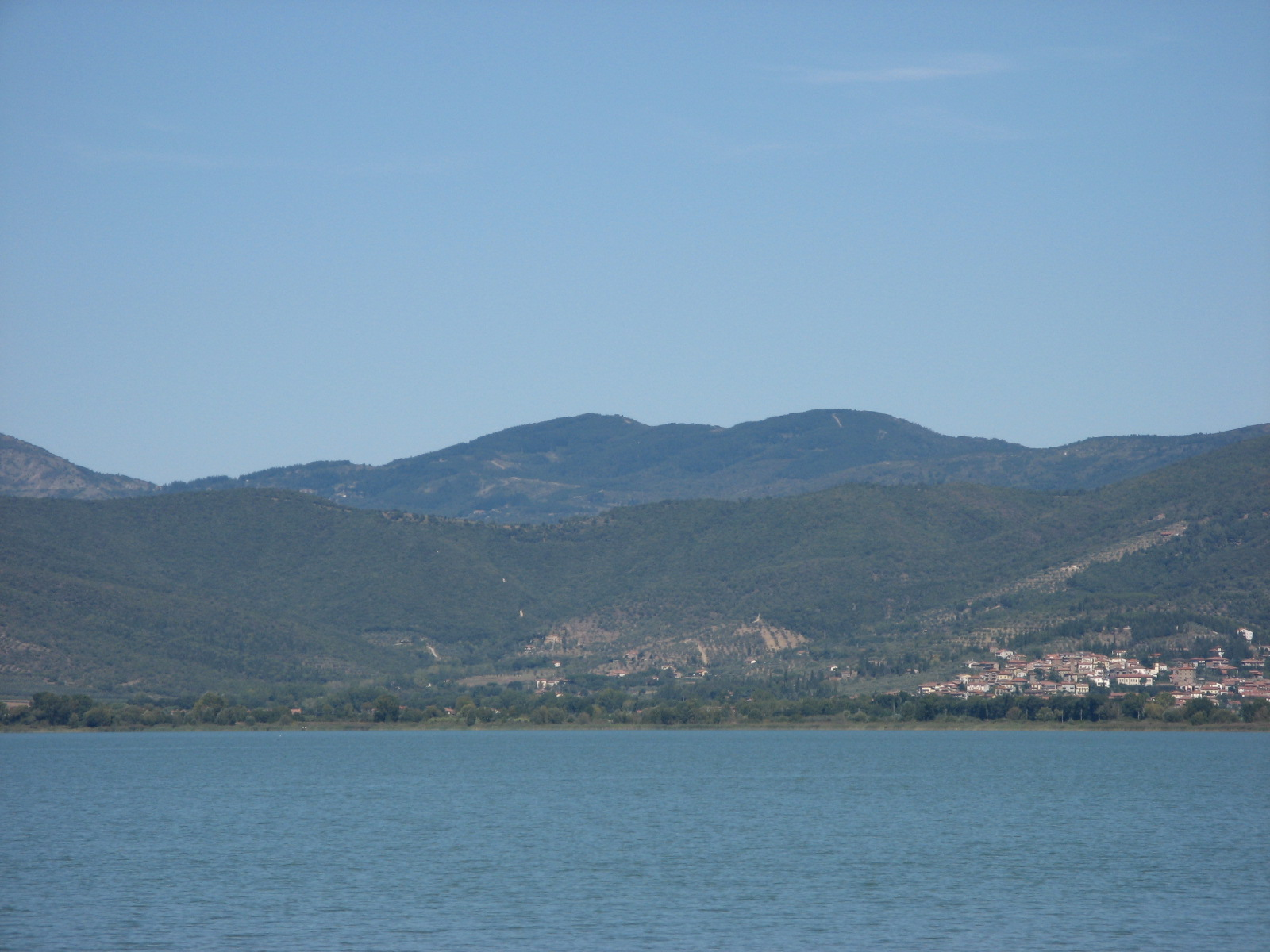
Fotografía tomada desde el lago en 2007 donde puede apreciarse su costa septentrional del Trasimeno.

El ejército cartaginés se componía de mercenarios con un núcleo africano de libios, númidas y mauros. Gracias a su conquista de Hispania, podían sumar contingentes de íberos, celtíberos y lusitanos. Sus hostigadores se componían de honderos baleares y lanzadores de jabalinas (akóntion) celtas, ligures, oscos, etruscos e ítalo-griegos.
La caballería ligera de Numidia eran los mejores jinetes de Aníbal, armados con numerosas jabalinas con puntas de hierro, una espada corta y broqueles. Carecían de armaduras y solamente se cubrían con una túnica. Este pueblo también aportaba paquidermos y pequeños números de arqueros y honderos a pie. En cuanto a su infantería, su élite eran los piqueros libios que se entrenaban de forma similar a los legionarios e incluso utilizaron parte del equipo capturado en Trebia. Eran profesionales leales a la familia Barca, que habían servido por una década o más bajo su mando en Hispania. También eran muy bien considerados los guerreros hispanos de infantería ligera (caetrati), armados con un broquel o escudo, espada corta, jabalina o lanza corta. Usualmente colgaban sus broqueles (caetra) en sus espaldas cuando arrojaban sus jabalinas y después los utilizaban tanto para defenderse como para golpear en el combate cuerpo a cuerpo. Sus espadas eran dos: una curva (falcata, similar al kopis) o una recta (gladius).
Los reclutas galos eran guerreros indisciplinados y mal armados, famosos por su ferocidad y entusiasmo. Las únicas dos tribus celtas con el suficiente poder militar para dar un apoyo significativo a Barca fueron los boyos y los ínsubres. Sus mejores combatientes iban montados, eran de origen noble o adinerado, portaban escudo, una o dos jabalinas, espada larga, lanza corta, yelmo y cota de malla. Combatían arrojando sus jabalinas y luego cargando ferozmente con lanzas y espadas. Resultaban muy superiores en calidad a cualquiera de los que sus contrapartes romanas podían movilizar. Sus espadas eran rectas, largas, de punta roma y doble filo, perfectas para hacer cortes de arriba abajo pero que necesitaban una gran cantidad de espacio para poder usarlas adecuadamente. Además, según las crónicas, tendían a doblarse después de un prolongado uso, pero esto es contradicho por estudios arqueológicos que señalan la alta calidad del metal con que se fabricaban. Es posible que los autores romanos exageraran o que las espadas de mejor calidad y conservadas fueran reservadas sólo a los nobles. Portaban largos escudos de madera ovalados y usaban cal en sus cabellos para teñirlos de blanco, lo que atemorizaba a los romanos. Sin embargo, la mayoría eran campesinos que luchaban por lealtad a sus jefes de clan y carecían de buen equipamiento. La única excepción serían los guerreros más ricos que podían pagarse armaduras. Aníbal valoraba sus cualidades individuales pero desconfiaba de ellos, usándolos como carne de cañón en las batallas.
Un año después de Trasimeno, en Cannas, el ejército de Aníbal se componía de 40 000 soldados de infantería y 10 000 de caballería. Entre sus veteranos habían 2000 jinetes pesados hispanos, 4000 ligeros númidas, 8000 hostigadores, 6000 infantes hispanos y 10 000 libios africanos. Se les sumaron 4000 jinetes pesados y 16 000 infantes de sus aliados celtas. Considerando las bajas sufridas durante esa temporada de guerra, es probable que en Trasimeno el ejército de Barca se compusiera de unos 55 000 efectivos, de los que 20 000 serían infantes veteranos y 25 000 reclutas de origen celta.

## Combate

### Provocación

Mapa del campo de batalla. En rojo aparecen el campamento y los movimientos del ejército romano. En azul las posiciones iniciales y los movimientos de los cartagineses.

Los cartagineses levantaron su campamento e invadieron Etruria, arrasando todo a su paso y causando incendios cuyos humos podían verse en la base de Arretium. Esto enfureció al cónsul, quien lo vio como un insulto personal, y cuando algunos oficiales le pidieron permanecer a la defensiva, por miedo a la superior caballería de Aníbal y a la espera de su colega, limitándose a intentar contener los saqueos con su propia caballería, él decidió ignorarlos y les advirtió qué se diría de ellos en Roma si no hacían nada: «¡Sí, en verdad! Quedémonos quietos bajo los muros de Arretium, porque aquí están nuestra ciudad natal y nuestros dioses domésticos; que Aníbal se nos escurra entre los dedos y devaste Italia, y, arrasando y quemando todo, marche claramente hacia Roma; y no nos desplacemos de este lugar, hasta que los Padres, como una vez convocaron a Camilo de Veyes, convoquen a Cayo Flaminio de Arretium». Healy se muestra desconfiado de las fuentes antiguas, pues presentan al cónsul como ansioso de dar batalla por su cuenta, culpándolo del desastre. En cambio, él cree que Flaminio se estaba limitando a seguir a los cartagineses y esperar a su colega para aplastar juntos a Aníbal, pero Barca se dio cuenta de un plan tan obvio, decidió adelantarse y acabar con Flaminio cuando aún estaba solo.
Luego, Flaminio hizo levantar el campamento y seguir al enemigo en busca de una batalla sin considerar dónde y cuándo, seguro de su victoria. También inspiró a los legionarios superados en número, diciéndoles que el enemigo no era más que una chusma deseosa de botín. Sin embargo, hubo malos augurios, el corcel derribó al cónsul de cabeza cuando intento montarlo y fue muy difícil levantar el estandarte principal del lugar donde estaba ensartado. Estos eventos atemorizaron a los altos oficiales, pero los soldados confiaban en la resolución mostrada por su comandante.
Los cartagineses siguieron al sur, buscando permanentemente provocar a Flaminio, arrasando Etruria hasta el lago Trasimeno, marchando entre sus orillas y la ciudad de Cortona. Cuando Barca se dio cuenta de que el cónsul lo seguía y encontró buen lugar se detuvo. Eligió un sitio en la orilla norte del cuerpo de agua, perfecto para una emboscada.

### Campo de batalla

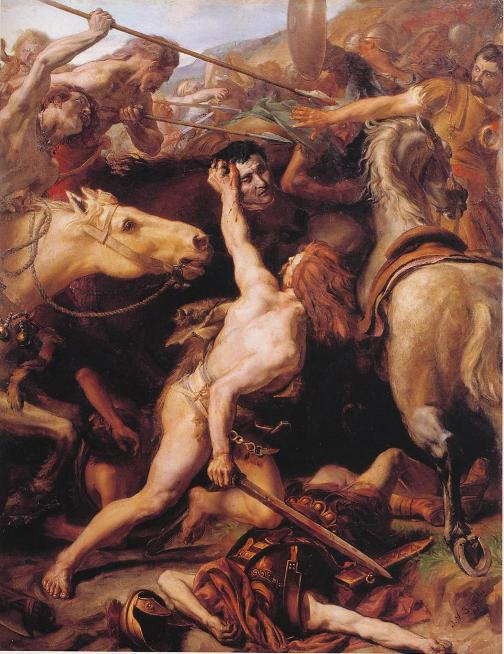
Il gallo Ducario decapita il generale romano Flaminio nella battaglia del Trasimeno, cuadro que representa la muerte de Flaminio, por Joseph-Noël Sylvestre, 1882.

El camino seguido por el ejército de Aníbal atravesaba una estrecha desfiladero de terreno llano con altas colinas a cada lado, al frente estaba un cerro empinado de difícil ascenso y detrás por el Trasimeno, el camino se ensanchaba en una pequeña llanura y luego las colinas se elevaban abruptamente. El general cartaginés ocupó el cerro, donde ubicó a sus veteranos hispanos y africanos. Luego, ubicó a sus honderos, infantes ligeros y lanceros en una línea en las colinas a la derecha del desfiladero, mientras que jinetes y celtas se ubicaron a la izquierda, quedando estos últimos justo en la entrada, entre el lago y las colinas, con unos montículos ocultándolos y con la misión se cerrar toda posible retirada al enemigo. Todos estos preparativos se hicieron durante la noche y una vez acabaron se dieron órdenes de permanecer en silencio. Al parecer, hubo luna llena y eso le permitió realizar la maniobra. Sin duda, el cónsul fue negligente al no vigilar los movimientos de los cartagineses durante la penumbra, no se había dado cuenta de la incomparable astucia militar que poseía su contrincante.

### Emboscada
Flaminio, impaciente, lo había seguido de cerca y construyó un campamento muy tarde y cerca del lago. En la madrugada, envió a su vanguardia al desfiladero para dar alcance a Aníbal. Acorde a Fields, la columna romana estaba organizada del siguiente modo: al frente los extraordinarii, le seguiría la ala dextra itálica, las I y III legiones, el bagaje y el ala sinistra itálica.
Fue una mañana con una densa niebla, y en cuanto el grueso del ejército romano entró en el desfiladero y hubo un encuentro entre su vanguardia y sus enemigos más veteranos. Las legiones sólo podían ver a las tropas veteranas de Barca, que estaban frente a su vanguardia y parecían ser la retaguardia del ejército cartaginés en marcha, lo que les hizo ignorar cualquier señal de la emboscada.
Con el enemigo sin retirada posible y arrinconado entre el lago y las colinas, el general de Cartago dio la orden de atacar por todas partes. La niebla era menos densa en las colinas que en las orillas del Trasimeno, así que las columnas cartaginesas podían verse entre sí y cargar al unísono. La densa niebla hizo que cónsul, tribunos y centuriones fueran tomados por sorpresa, no entendían qué pasaba y mucho menos podían remediar la situación, sólo sabían que eran atacados desde terreno alto en la vanguardia, retaguardia y los flancos, todo al mismo tiempo. Por los gritos, la mayoría de los legionarios y aliados entendieron que estaban rodeados antes de poder formar adecuadamente o desenvainar las espadas, fueron masacrados mientras estaban en orden de marcha, incapacitados de defenderse adecuadamente.
En medio de la confusión, el cónsul mantuvo la calma e intento restaurar el orden e impartir instrucciones en la medida que le permitían las circunstancias. También animó a sus hombres diciéndoles que en esa ocasión debían abrirse paso entre el enemigo con sus espadas. Sin embargo, el caos era tal que apenas se escuchaban sus palabras, los hombres estaban separados de sus estandartes y oficiales y a muchos sus escudos sólo les entorpecían. La neblina era tan densa que apenas podían ver y se limitaban a escuchar gritos, chillidos y gemidos de los heridos y los golpes de las armas cartaginesas contra las armaduras y cuerpos de los romanos. Algunos legionarios intentaron huir pero eran arrastrados por sus compañeros contra los cartagineses, mientras que otros, intentando ir a luchar, eran arrastrados por los fugitivos a otro lugar.

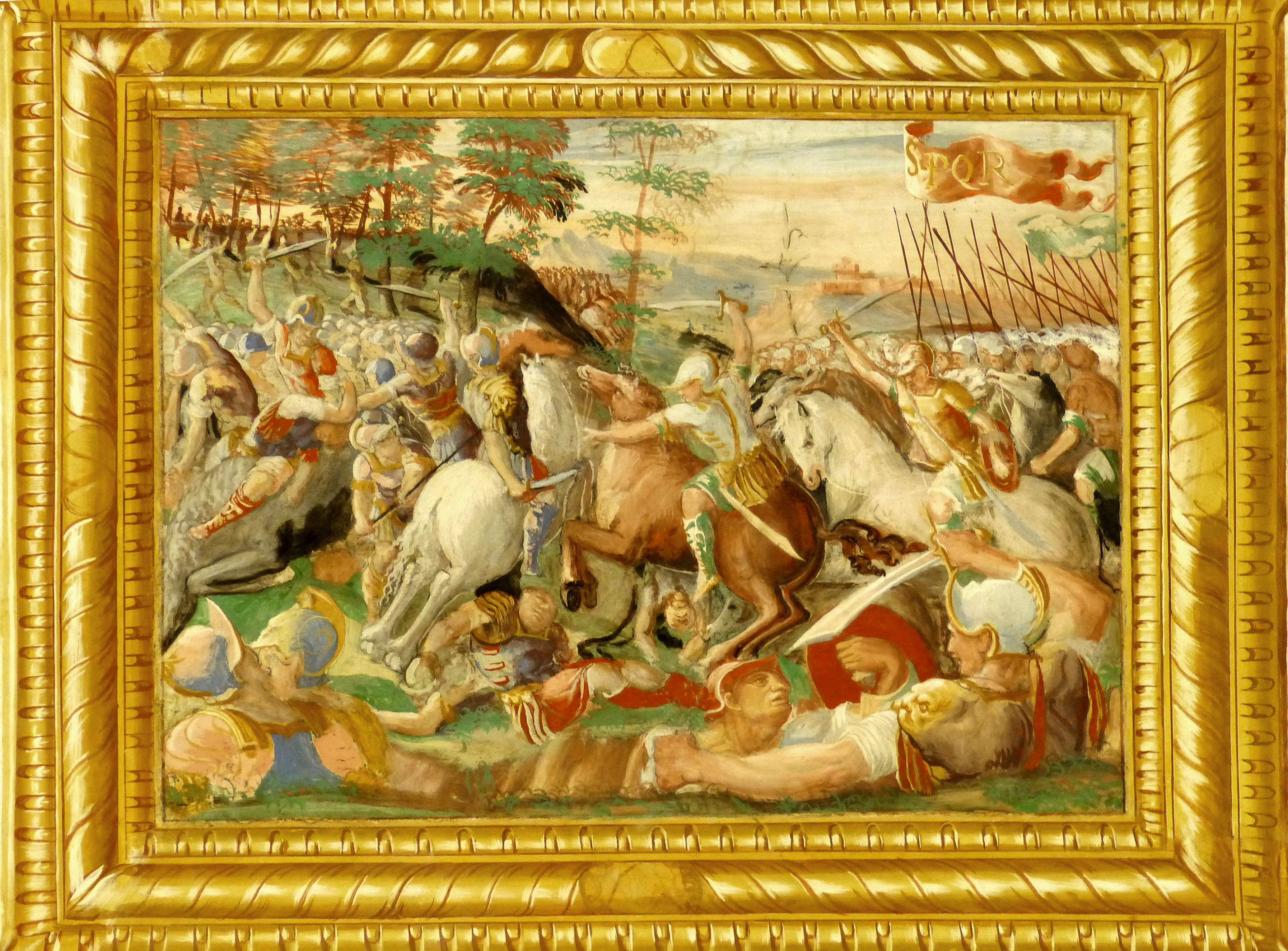
La battaglia del Trasimeno, cuadro del Palazzo della Corgna, en Castiglione del Lago, por un artista desconocido, segunda mitad del

Para esos momentos, todos los intentos de romper el cerco cartaginés fracasaron y cada romano empezó a mandarse solo, entendiendo que su suerte dependía de su propio valor, muchos decidieron vender caras sus vidas. No había ningún tipo de formación y cada legionario se agrupaba con los más cercanos, luchando o retirándose según su propio valor.
La batalla duró tres horas pero en ningún lugar fue tan reñida como en el sector donde estaba el cónsul. Asistido por sus triarios, luchó con su propia mano de forma valiente pero desesperada. Flaminio resultó muerto a manos de los celtas, pues su armadura lo hacía fácil de distinguir y un jinete ínsubre llamado Ducario, lo reconoció y gritó a sus compañeros: «¡He aquí el hombre que masacró a nuestros ejércitos y devastó nuestros campos y nuestra ciudad! ¡Ahora lo ofreceré como sacrificio a las sombras de nuestros conciudadanos tan brutalmente asesinados!». Luego pico espuelas a su montura y atravesó las líneas romanas, derribando a un escudero antes de atravesar al cónsul con su lanza, pero no pudo capturar su cuerpo, pues los legionarios veteranos lo obligaron a retirarse.
Finalmente, atrapados entre las colinas y el lago, muchos romanos perecieron al ser empujados a las aguas. Otros, aterrorizados, arrojaron sus armas e intentaron escapar en cualquier dirección, a las colinas o el lago. De los que tomaron esta última opción, quedaron atrapados por el peso de sus cotas de mallas a cierta profundidad, con sólo la cabeza en la superficie, y fueron alcanzados por la caballería enemiga, que les dio muerte, o les pidieron a sus compañeros que les hicieran el favor de matarlos. También estuvieron los que, irracionalmente, intentaron nadar por las aguas profundas pero el peso de sus armaduras causó su ahogamiento o un paro cardiaco. Por último, algunos intentaron nadar, pero dándose cuenta de la futilidad del intento, volvieron a la orilla, donde los jinetes enemigos los asesinaron.

### Sobrevivientes
Los 6000 soldados de la vanguardia romana consiguieron derrotar a los oponentes que les cerraban el paso, pero no podían ver qué sucedía con sus compañeros por la densa niebla, así que siguieron avanzando creyéndose aislados del resto de las legiones. Estos se componían de los extraordinarii y el ala dextra aliada. Sólo cuando llegaron a la cima de una colina, justo cuando llegó la tarde y con el calor la neblina se disipó y vieron la magnitud del desastre, pero ya era tarde y se retiraron a un pueblo vecino a toda velocidad, sabiendo que pronto se enviaría a la caballería cartaginesa a cazarlos. Maharbal fue enviado con los hispanos y africanos a rodear la localidad. Acorde a Polibio, prometió respetar sus vidas a cambio de su rendición; en cambio, Tito Livio afirma que juró dejarlos ir sólo con sus ropas si se rendían.

## Consecuencias

### Bajas

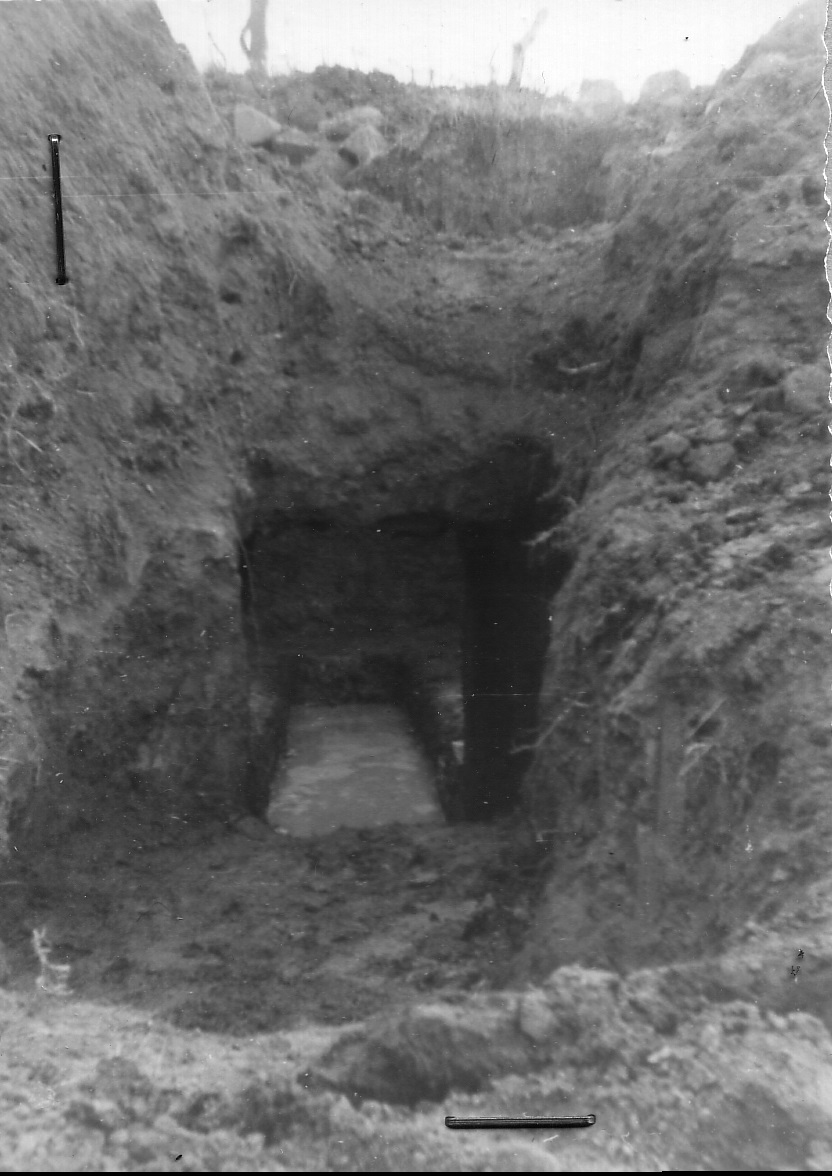
Ustrinum, foso de cremación, de forma rectangular que fue encontrado en el valle de Sanguineto y fechado en tiempos de la batalla.

Fue una de las mayores derrotas romanas. Acorde a Tito Livio, las bajas romanas fueron 15 000 muertos y otros 10 000 se dispersaron por Etruria, siguiendo distintos caminos a Roma. Polibio coincide con el anterior en el número de fallecidos. Apiano afirma que las legiones y aliados dejaron 20 000 cadáveres y 10 000 sobrevivientes escaparon a una villa fuertemente fortificada. Paulo Orosio menciona que 25 000 romanos fueron asesinados y otros 6000 capturados. Flavio Eutropio coincide con este último en el número de muertos pero no dice nada de los prisioneros.
Según Polibio, Aníbal hizo un total de 15 000 prisioneros, los reunió y le informó a los capturados en el pueblo que Maharbal no tenía autoridad para pactar una capitulación, así que quedaron en custodia, luego dio un discurso contra Roma y repartió a los romanos entre sus soldados para que los vigilaran, mientras liberó a los itálicos, anunciándoles que no estaba en guerra con sus ciudades y que sólo deseaba liberarlas de Roma.
Después, permitió a sus tropas descansar y dio honores fúnebres a los caídos propios de mayor rango, unos treinta. Según Polibio, los cartagineses perdieron 1500 hombres, la mayoría celtas. Livio eleva los muertos del vencedor a 2500, agregando que muchos más murieron por sus heridas poco después. También se queja de que muchos historiadores tienden a exagerar el número de muertos en ambos bandos, sin embargo, él dice basarse en Quinto Fabio Píctor, quien vivió durante la guerra. Por su parte, Orosio habla de 2000 bajas.

### Acciones posteriores
Después de esta victoria, Barca consultó con su hermano y sus lugartenientes sobre qué hacer, mientras en Roma llegaron las noticias del desastre, donde los magistrados se dieron cuenta de que no podían ocultar su magnitud, así que convocaron a una asamblea popular. Un pretor simplemente dijo: «¡Hemos sido derrotados en una gran batalla!», lo que causó gran consternación. Durante muchos años los romanos no habían sufrido una gran derrota y no supieron afrontarla. Sólo el Senado mantuvo la calma.
Acorde a Polibio, el otro cónsul, Gémino, estaba en Ariminum con 40 000 hombres, pero al enterarse de la invasión cartaginesa de Etruria levantó su campamento y decidió reunirse con su colega, sin embargo, su avance era lento y ordenó al propretor Cayo Centinio adelantarse. Aníbal se enteró de la maniobra y envió a Maharbal con sus lanceros libios y parte de la caballería, quien derrotó a Centinio en Plestia.
La noticia de este segundo desastre llegó a Roma tres días después y causó consternación en el pueblo y el Senado. Finalmente, en respuesta a las derrotas, los romanos decidieron nombrar como dictador a Quinto Fabio Máximo. Se ha criticado a Aníbal por no marchar directamente contra Roma después de estas victorias, no había ejército romano que se le interpusiera, pero su intención era levantar a los pueblos del sur italiano y disolver la confederación romana.

### Análisis

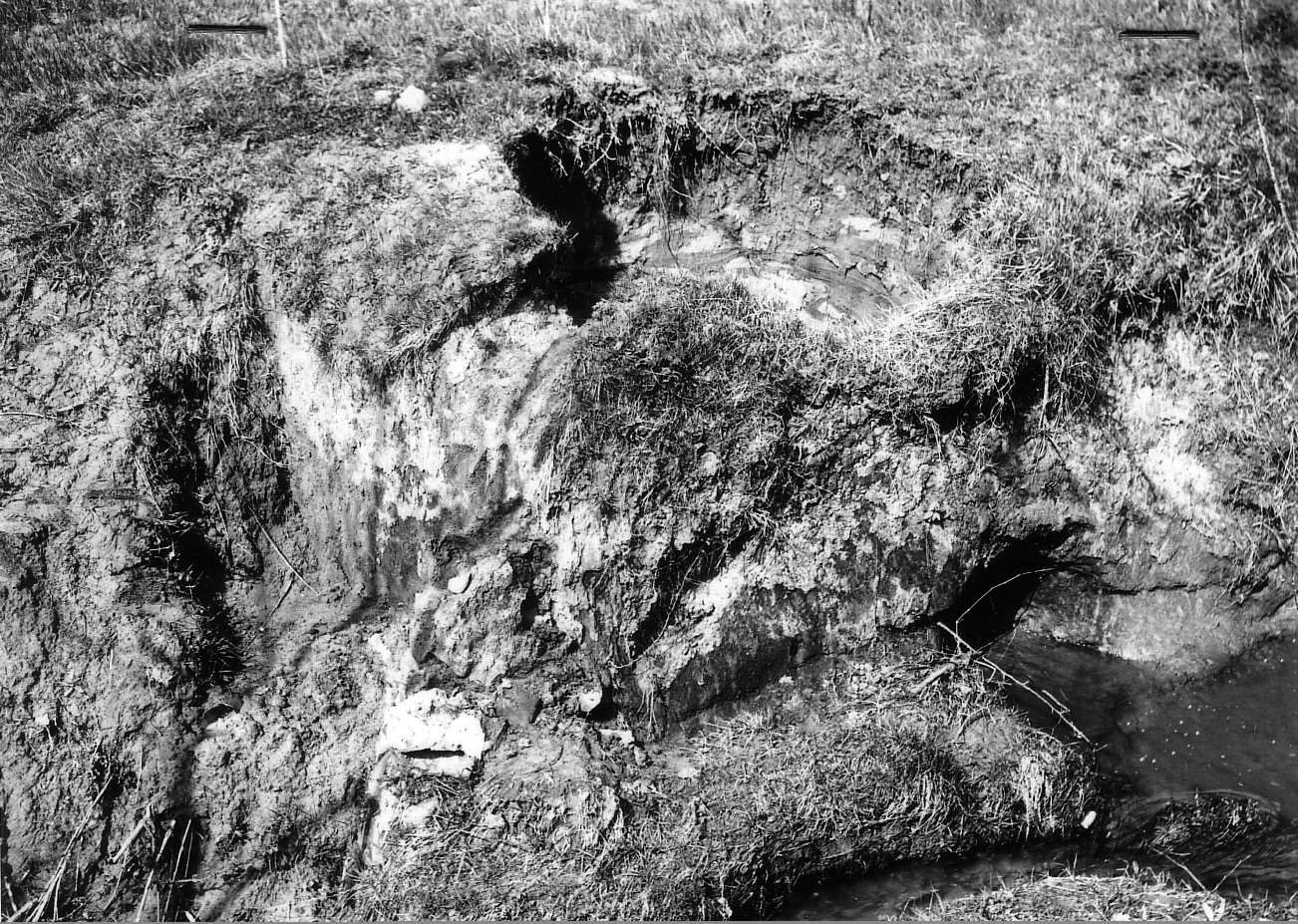
Ustrinum, lugar de cremación, construido por los locales en la Antigüedad y de forma circular. Descubierto en 1960 por el arqueólogo G. Susini.

Según el historiador británico Basil Liddell Hart, Aníbal consiguió realizar con éxito «la mayor emboscada de la Historia». En palabras del estadounidense Theodore Ayrault Dodge: «es el único caso en la historia de la emboscada de todo un gran ejército». El historiador Robert L. O'Connell afirma que fue un caso único, donde todo un gran ejército fue emboscado y totalmente aniquilado. El coronel estadounidense Wallace P. Franz la menciona con el bosque de Teutoburgo como una de las emboscadas más famosas sufridas por los romanos y donde perdieron grandes ejércitos de forma completa.
Healy es crítico con los historiadores antiguos Tito Livio y Polibio, quienes presentan a Flaminio «como un demagogo antisenatorial, un advenedizo que había trepado a la magistratura aprovechándose de la Asamblea de la plebe». Ambos autores escriben desde la perspectiva de la aristocracia romana y él era un homo novus que ya había tenido conflictos con la nobleza senatorial en el pasado. También, el cónsul había asumido el cargo en Ariminum y no en Roma, como era costumbre, lo que ofendió a muchos pero él se justificó en que no se podía perder el tiempo en formalidades. Además, es falso que no tuviera experiencia militar, Flaminio fue cónsul antes, en 223 a. C., y venció en el río Oglio a los ínsubres. De no haber mostrado sus cualidades de mando, es imposible que los romanos lo hubieran reelegido como cónsul. Healy considera que se convirtió en un chivo expiatorio del desastre, igual que Tiberio Sempronio Longo por Trebia y Cayo Terencio Varrón por Cannas.

## Ubicación

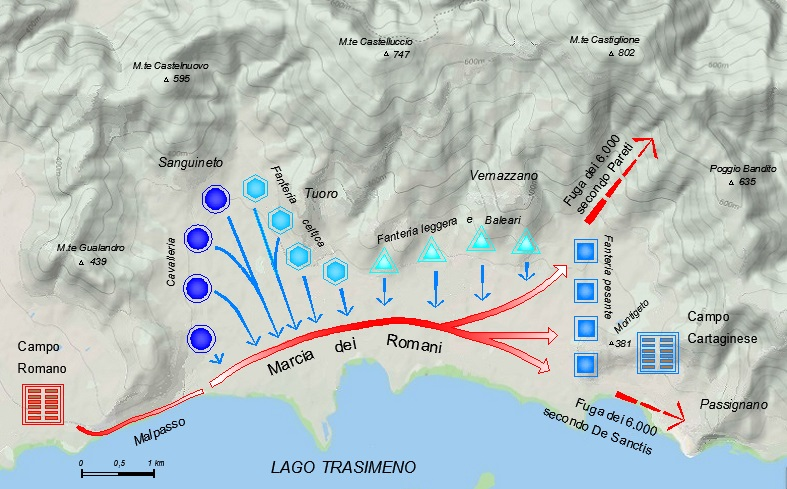
La batalla según Fuchs, Pareti y De Sanctis. En rojo pueden apreciarse el campamento romano, la ruta seguida por el ejército y los posibles caminos de escape de la vanguardia. Con círculos azul oscuro las posiciones de la caballería cartaginesa, en hexágonos celestes la infantería celta, con triángulos celestes los hostigadores de Aníbal y en cuadrados azules su infantería pesada.

Los testimonios de las fuentes históricas han dejado algunas dudas para las épocas posteriores, desarrollándose diversas teorías relativas sobre el lugar de la batalla, con distancias de hasta 20 km entre sí. La dificultad proviene de la compleja descripción del sitio por Polibio y la escasez de datos sobre dónde estaba la orilla del lago en esa época.

### Entre Monte Gualandro y Montigeto
Filippo Cluverio, en su obra póstuma Italia antiqua, identificó el valle entre Monte Gualandro y Montigeto como «locus pugnae ad Thrasymenum lacum». Giuliano de Ricci ya había llegado a la misma conclusión en una carta a Piero Vettori fechada el 17 de agosto de 1569, pero publicada dos siglos después. Ricci también creía que las orillas del lago eran más altas en el momento de la batalla. Luego se le sumaron Felice Ciatti y Pompeo Pellini. Esta postura siguió como la aceptada por los eruditos hasta bien entrado el siglo XIX, siendo respaldada por Heinrich Nissen, Josef Fuchs, Luigi Pareti y Gaetano De Sanctis. Nissen fue el primero en sistematizar la teoría y por ubicar el campamento de Aníbal en el cerro Tuoro y la caballería fuera del valle, cerca del campamento romano. Los otros tres ubican el campamento en la colina de Montigeto pero tienen descripciones del despliegue púnico casi idénticos, diferenciándose sólo por la ruta de escape de los 6000 itálicos en vanguardia.

### En el valle entre Passignano y Montecolognola
A principios del siglo XX, Johannes Kromayer elaboró su teoría, sistematizando lo propuesto por Thomas Arnold, Theodore Ayrault Dodge, Bernard Henderson y F. Voigt. Según el estudioso alemán, la batalla tuvo lugar en la estrecha franja de tierra entre el lago y las colinas entre Passignano y Montecolognola, a lo largo de la costa nororiental del lago. Después de realizar una inspección de los lugares y estudiar algunos mapas de caminos antiguos (sobre todo de la época del Renacimiento), Kromayer planteó la hipótesis de que el nivel de Trasimeno en el momento de la batalla era más alto que en su día, lo que impedía el paso por Malpasso por estar inundado por las aguas, y que la vía de comunicación entre Val di Chiana y Perugia pasaba por la base del Monte Gualandro. Creyó encontrar en Passignano el lugar donde marcharon ambos ejércitos. Según él, Aníbal instaló su campamento en las colinas de Montecolognola, donde dispuso a su infantería pesada mientras desplegó a su caballería e infantería celta en los 9 km en el camino que iba a lo largo del lago, y a sus honderos cerrando el paso por el sur, en Monte del Lago.
Creyendo que el ejército romano fue completamente sorprendido marchando, el erudito alemán planteó la hipótesis que estaba desplegado a lo largo del estrecho valle Passignano y Torricella, y que los 6000 itálicos que lograron romper las líneas enemigas lo hicieron a través de la infantería ligera. Criticó las teorías que se referían al valle del Tuoro, ya que consideraba que no existía el Malpasso di Borghetto y, si existía, que la distancia entre éste y Montigeto (o la colina de Tuoro) no permitía el despliegue completo de las legiones en marcha. Kromayer cree que la columna romana era de unos 15 km d largo, de columnas de cuatro hombres avanzando por un paso de unos pocos cientos de metros de ancho y con un tren de bagaje de 5 km.
La teoría de Kromayer tuvo un buen éxito aunque fue criticada por varios estudiosos contemporáneos, sobre todo por las hipótesis iniciales sobre el antiguo sistema de carreteras y el nivel del lago que le llevaron a encontrar una ruta de marcha diferente para los ejércitos y un valle diferente para el desarrollo de la batalla. También se notó la escasa convergencia con la descripción de los lugares realizada por las fuentes y las dificultades de manejar una emboscada con hombres ubicados en cerros inaccesibles a lo largo de 9 km.

### Valle de Sanguineto

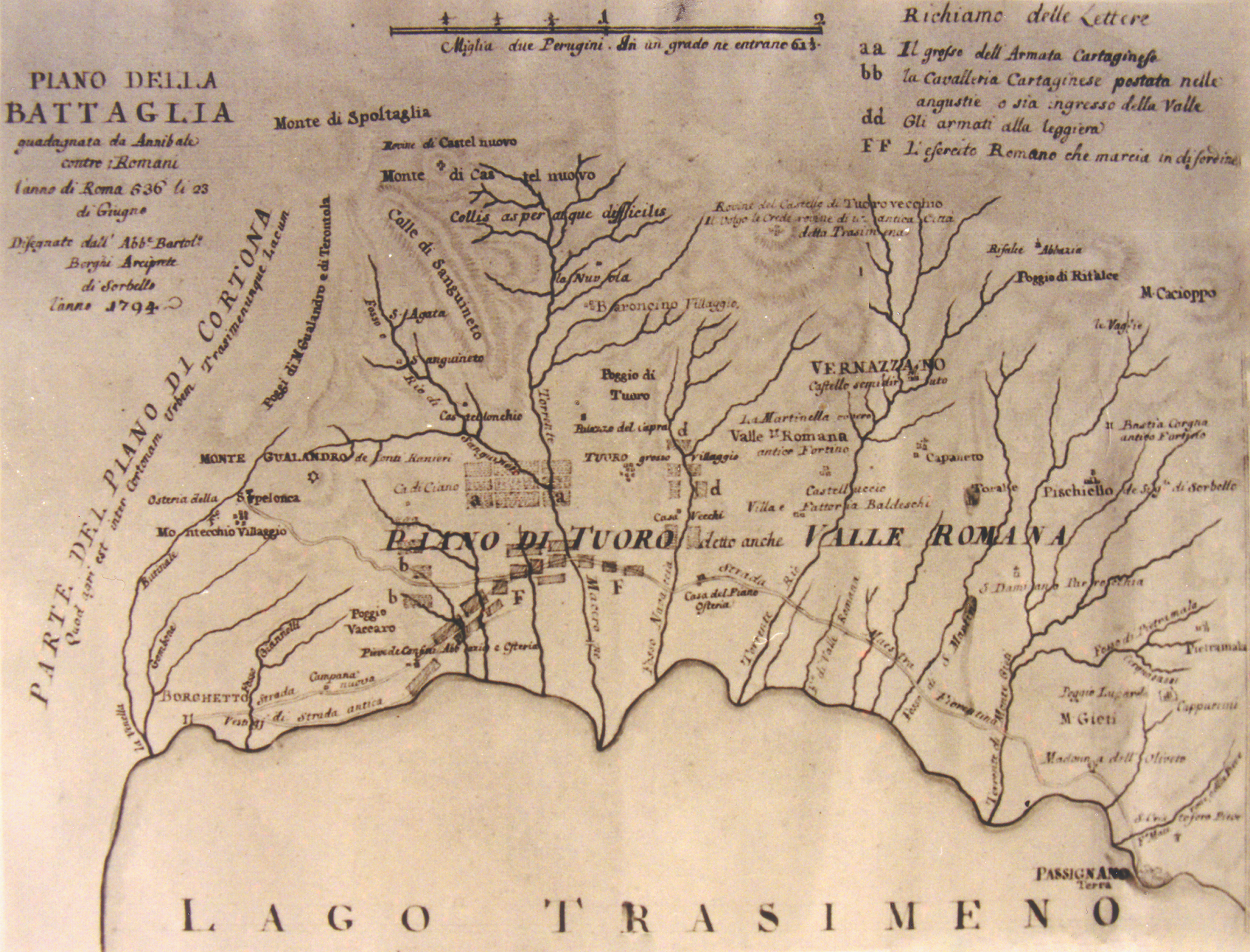
Mapa de la batalla realizado por Borghi en 1794.

Algunos estudiosos encontraron que el lugar que mejor se adaptaba a las descripciones históricas era el valle de Sanguineto, incluido dentro del arco de colinas que parte de Malpasso y termina en el espolón de Tuoro. Esta reconstrucción la encontramos en la segunda mitad del siglo XVI en los escritos y mapas del arquitecto militar Cipriano Piccolpasso, quien fue el primero en denominar al paso Malpasso. Esta reconstrucción está muy bien ilustrada en 1582 por el geógrafo y matemático de Perugia, Egnazio Danti, en el fresco titulado Perusinus ac Tifernus en la Galería de Mapas Geográficos de los Museos Vaticanos en Roma.
Otras evidencias de esta teoría se pueden encontrar en los trabajos del abad Bartolomeo Borghi, geógrafo y matemático quien argumentó su pensamiento en sus escritos y lo representó en unos mapas, muy cerca de las conclusiones a las que llegaron Brizzi y Gambini en 2008. Entre los siglos XIX y XX George Beardoe Grundy (1896) y Emil Sadée (1909) se expresaron en esta línea de interpretación, hipotetizando el campamento cartaginés ubicado en Sanguineto; y Reuss (1906), que sitúa el campamento púnico en Tuoro.
Esta teoría fue cuestionada principalmente por el tamaño, considerado limitado, para permitir el despliegue de un gran número de soldados.

### Teoría de Susini

Mapa de la teoría de Susini.

Giancarlo Susini en el período 1960-1964 revivió el debate sobre el lugar de la batalla al publicar varias veces los resultados de sus investigaciones [86], refutando las dos tesis más acreditadas en ese momento (Kromayer y Fuchs/Pareti/De Sanctis). El trabajo del estudioso fue notable porque reabrió cuestiones que se creían resueltas gracias a su abordaje multidisciplinario del tema, incluyendo diversas fuentes y herramientas de investigación, como la arqueología, la hidrología, la fotogrametría aérea y la toponimia. En su trabajo Susini se declaraba convencido de que el sitio de la batalla debía ser identificado esencialmente en el valle del Sanguineto, y que cerca del cerro Tuoro se realizaba una segunda marcha, correspondiente a las cercanas riberas del Trasimeno. Sus creencias le llevaron a conclusiones similares a las de Grundy y Reuss. Para sustentar esta tesis, Susini buscó confirmaciones de diversos orígenes. La hidrología y el estudio de imágenes fotogramétricas aéreas permitieron, a su juicio, identificar la evolución del litoral y los restos de calzadas romanas y costas en época romana: de todo ello Susini supuso que el litoral en el momento de la batalla estaba mucho más avanzado aguas arriba que hoy.
Del estudio de las tradiciones cultas y populares, Susini encontró que en los siglos anteriores, eruditos y cartógrafos habían identificado primero a Sanguineto como el lugar de la batalla, y posteriormente se abrió la hipótesis de un campo de batalla que comprendiera todo el valle norte del lago hasta Montigeto. Describió el origen de la tercera teoría, relacionada con valle de Chiana, y aclaró su falta de fundamento. También que los topónimos genuinamente atribuibles a la batalla se limitaban al área de Tuoro. Por último, no había referencias a la batalla, ni culta ni popular, en los lugares entre Passignano y Montecolognola.
En cuanto a los aportes arqueológicos, Susini registra 17 ustrina (hornos crematorios) en los cerros alrededor del valle de Sanguineto de tipo circular y rectangular, este último similar a los usados en Numidia en tiempos de las guerras púnicas. Algunos aún tenían material identificado como ceniza orgánica mezcladas con puntas de flechas y pilos. También descubrió en Tiravento, cerca de la cima del monte Castelluccio, una posible aldea etrusca que pudo ser el lugar de refugio de la vanguardia romana. En la vecina Murcia encontró lugares de cremación y una necrópolis.
Con toda esta información, Susini elaboró su teoría. Aníbal colocó su campamento en Tuoro junto a su infantería pesada y detrás sus hostigadores. Los guerreros celtas y su caballería estaban en el arco de colinas que partían de Tuoro. Los romanos cruzaron el Malpasso marchando por la costa hasta llegar a las estribaciones del Tuoro, donde al divisar a la infantería pesada enemiga se desplegaron en orden de batalla. Cuando Aníbal vio que la mayoría habían entrado al valle ordenó un ataque general y los venció fácilmente.
Su teoría fue criticada por el limitado espacio para el despliegue de ambos ejércitos por Frank William Walbank y Serge Lancel. Susini respondió a estas críticas que no todas las tropas romanas estaban dentro del valle. en el momento del ataque; que parte de estos estaban desplegados, y que en el frente cartaginés partían los baleares por detrás del cerro de Tuoro, por tanto, por encima del campamento y de las líneas de infantería pesada.
El nivel del lago y la línea de costa romana hipotetizados por Susini son resultados incorrectos posteriores. Desconocía los datos que surgieron de las recientes investigaciones geográfico-históricas y geofísicas realizadas en Trasimeno.

### Teoría de Brizzi-Gambini

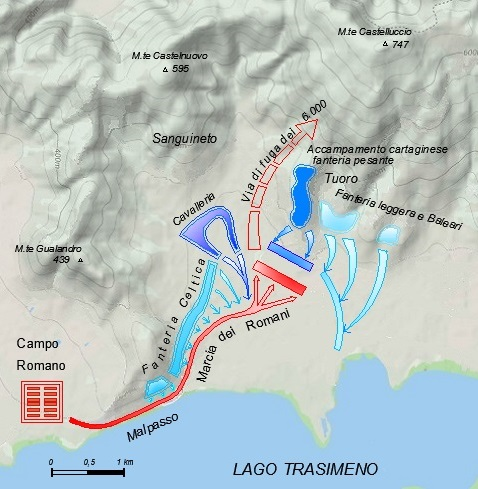
Mapa de la batalla según la teoría de Brizzi y Gambini.

En la primera década de los 2000 se realizaron diversas aportaciones que permitieron determinar de forma definitiva el tamaño y nivel del lago en el momento de la batalla. El descubrimiento de hallazgos de la época etrusco-romana y depósitos de materiales de desecho dentro del Trasimeno y los resultados de una serie de estudios geológicos realizados por el Consejo Nacional de Investigación de Italia en Bolonia han demostrado que el lago en este período tuvo en promedio una superficie algo menor que la situación actual, descontados los períodos de inundación/sequía por excepcional cantidad/escasez de lluvias.
Combinando el trabajo de estudiosos anteriores, especialmente el de Susini, con esta nueva información fundamental, Giovanni Brizzi y Ermanno Gambini publicaron en 2008 una nueva teoría, compatible con los hallazgos científicos y arqueológicos adquiridos, así como con fuentes históricas importantes. Este artículo fue posteriormente ampliado y enriquecido en un volumen publicado en 2018. Pudieron utilizar en su reconstrucción algunos pasajes nunca considerados por estudiosos anteriores: el hecho de que los romanos habían sido atacados por ambos lados y rodeados, la disposición de las tropas ligeras cartaginesas en los montes o de las tropas pesadas.
Los dos estudiosos fijan el campo de batalla sobre todo en el valle de Sanguineto y en parte en el valle de Tuoro. Aníbal sitúa el campamento en un lugar visible en la colina de Tuoro, y allí coloca la infantería pesada libia e ibérica. Luego despliega la infantería celta a lo largo de las colinas que flanquean el desfiladero, mientras que la caballería parte de la zona de Sanguineto, aprovechando las direcciones del arroyo Macerone y la acequia de Cerrete; los honderos baleares y los ligeros se esconden en el valle del arroyo Navaccia, tras el espolón de Tuoro, dispuestos a cerrar el espacio entre los cerros y las orillas del lago, cubriendo la única vía de escape. Al día siguiente, los romanos abandonan el campo de Borghetto con las primeras luces del alba. Pasan primero por el cuello de botella de Malpasso y luego, habiendo entrado en el valle envueltos en niebla, probablemente adoptan una formación de marcha ampliada, continuando por un camino que inicialmente es paralelo al lago. Cuando la vanguardia ve los fuegos del campamento cartaginés, pero no las tropas ocultas, intenta abrirse paso en el llano, mientras el ejército sigue desfilando en la pasarela. Aníbal cree que ha llegado el momento de dar la señal para un ataque general y los romanos pronto se encuentran rodeados por tropas enemigas. Sorprendidos y en desventaja numérica y de posición, los legionarios luchan con ardor durante tres horas, tratando de encontrar una abertura en todas direcciones. Flaminio y los oficiales intentan reorganizar las filas y llevar su ayuda donde sea necesario.
Tras la muerte de su comandante, los soldados romanos en la ruta final buscarán una vía de escape hacia los cerros, dejando una huella de ustrinae al pie de los cerros del valle del Sanguineto, y hacia el lago Trasimeno, encontrando la muerte a manos de los caballeros númidas o ahogándose bajo el peso de la armadura.
Finalmente, Brizzi y Gambini describen la ruta de escape de los 6000: asumiendo como destino la aldea etrusca cercana al monte Castelluccio, ya descrita por Susini, creen que la ruta debe pasar por el flanco Oeste del espolón Tuoro y continuar por las colinas. Según ambos, su teoría es fiel a las fuentes históricas, así como a las eventualidades que han salido a la luz en las últimas décadas y permite también superar las objeciones que se le hicieron a Susini, respecto al limitado espacio disponible para los ejércitos.
Disponiendo las baleares y las ligeras en el valle torrencial de Navaccia, más allá del cerro Tuoro, y manteniendo bloqueada la infantería pesada en el cerro, hay espacio suficiente para un ataque que no involucra a toda la alineación púnica y romana, que sólo entra parcialmente el valle de Sanguineto.

### Teoría del valle de Chiana
En el siglo XVI, comenzó a difundirse la teoría de que la batalla se libró en la cuenca al sureste de Cortona. Giancarlo Susini reconstruyó la génesis de esta teoría, ligada esencialmente a consideraciones toponímicas, difundida en el siglo XVIII por el círculo cultural cortonés de Maddalena Pancrazi, y probó su inexistencia. En 1982, Bruno Frescucci publicó un volumen en el que afirmaba que el lugar de la batalla estaba en valle de Chiana, cerca de Cortona, a lo largo del curso del arroyo Esse. Esta teoría fue luego retomada por R. Sabatini y G. Pellicci, impugnando la de Susini y el valor de la evidencia arqueológica aducida por él. Brizzi y Gambini (2008) refutan la hipótesis de estos estudiosos, ya que no concuerda con las fuentes históricas, los datos toponímicos y con el conocimiento actual relativo a la no presencia en Cortona de cuerpos de agua similares a un lago en la época romana.

### Clásicas
Los libros son citados en números romanos y capítulos y párrafos en números arábigos. Entre paréntesis aparecen los apellidos de los traductores de las ediciones usadas con el año correspondiente y las páginas citadas. 
- Apiano. La guerra de Aníbal. Libro VII de Historia romana. Véase en White, Horace (1899). Appian's Roman History (en inglés) 1. Nueva York: MacMillan Company. Para la ordenación numérica de los fragmentos véase la versión digitalizada en Livius, con notas de Jona Lendering, 2005. Véase también versión de UChicago, Horace White, 1913.
- Estrabón. Geografía. Libro V. Véase en Hamilton, H. C. (1892). The Geography Of Strabo (en inglés) 1. Londres: George Bell & Sons. Ordenación numérica en capítulos y párrafos extraídos de reedición digitalizada en Perseus, 1902. Para la ordenación numérica véase la versión digitalizada en UChicago, basada en traducción griego-inglés por Horace Leonard Jones, Loeb Classical Library, volumen 2, 1923.
- Flavio Eutropio. Compendio de la Historia romana. Libro III. Véase en Watson, John Shelby (1886). Eutropius, Abridgment of Roman History (en inglés). Londres: George Bell and Sons. Véase también la versión en latín por The Latin Library.
- Paulo Orosio. Historia contra los paganos. Libro IV. Véase en Fear, Andrew T. (2010). Orosius: Seven Books of History Against the Pagans (en inglés). Liverpool: Liverpool University Press. ISBN 9781846312397. Versión en latín de Attalus, basada en edición de Karl Friedrich Wilhelm Zangemeister, Viena, corregida por Max Bänziger, 1889.
- Polibio. Historias. Libro III. Véase en Paton, William Roger (1922). The Histories of Polybius (en inglés) 2. Cambridge: Harvard University Press. Introducción de H. J. Edwards.
- Tito Livio. Historia de Roma. Libro XXII. Citada como AUC (Ab urbe condita). Véase en Foster, Benjamin Oliver (1929). Livy: History of Rome, Books 21-22 (en inglés) 5. Cambridge: Harvard University Press.
- Tito Livio. Periocas. Véase en Villar Vidal, José Antonio (2008). Tito Livio. Periócas, Periócas de Oxirrinco; Julio Obsecuente. Libro De Los Prodigios. Madrid: Gredos. ISBN 84-249-1696-4. Es un índice y resumen de una edición del siglo IV de su obra Ab Urbe condita (hoy mayormente perdida).
- Juan Zonaras. Epítome de historia. Libro VIII. Véase en Migne, Jacques Paul (1864). Ioannou tou Zōnara ta heuriskomena panta (en latín) 1. París: Migne. Véase también en Documenta Catholica Omnia.

### Modernas
- Arnold, Thomas (1843). History of Rome: From the end of the First to the end of the Second Punic War (en inglés) III. Londres: B. Fellowes. pp. 106-112.
- Borghi, Bartolomeo (2007). «Notizie appartenenti alla Storia Naturale del Lago Trasimeno oggi detto di Perugia».  En Dogana, G.; Girolomoni, F., ed.  (en italiano) (9). Magione: Museo della Pesca del Lago Trasimeno.
- Bortoluzzi, Giovanni (2005). «Ricerche Geofisiche nel Lago Trasimeno. Rapporto sulle ricerche batimorfologiche, sismiche a riflessione, magnetometriche e sedimentologiche durante le crociere TRASI-04 e TRASI-05». Technical Report (en italiano) (Bolonia: Istituto di Scienze Marine (ISMAR)) (97).
- Brizzi, Giovanni; Ermanno Gambini (2007). «Di nuovo sulla battaglia del Trasimeno: qualche ulteriore considerazione». Rivista storica dell'antichità (en italiano) (Bolonia: Università degli Studi di Bologna) (37): 77-100. ISSN 0300-340X.
- Brizzi, Giovanni; Ermanno Gambini; Luca Gasperini (2018). Annibale al Trasimeno. Indagine su una battaglia (en italiano). Siracusa: Lombardi Editore.
- Ciatti, Felice (1638). Delle Memorie annali et istoriche delle cose di Perugia (en italiano) I. Perugia: Angelo Bartoli.
- Cluverio, Filippo (1624). Italia antiqua (en latín) I. Leiden: Lugduni Batavorum, ex officina Elzeviriana.
- Dodge, Theodore Ayrault (1891). Hannibal: A History of the Art of War among the Carthaginians and Romans down to the Battle of Pydna, 168 B.C., with a detailed account of the Second Punic War (en inglés). Boston: Houghton, Mifflin and company. pp. 298-314.
- Dodge, Theodore Ayrault (2004). Hannibal (en inglés). Cambridge: Da Capo Press. ISBN 0-306-81362-9.
- Fields, Nic (2017). Lake Trasimene 217 BC: Ambush and annihilation of a Roman army (en idioma). Oxford: Bloomsbury Publishing. Ilustrado por Donato Spedaliere. ISBN 9781472816320.
- Franz, Wallace P. (1992). «Airmechanization. The Next Generation». Professional Journal of the United States Army (en inglés) (Fort Leavenworth: Command and General Staff School) LXXII (1): 59-66. ISSN 0026-4148.
- Fuchs, Josef (1904). «Hannibal in Mittelitalien». Wiener Studien (en alemán) (26): 118-150.
- Gambi, L. (1994).  L. Gambi; A. Pinelli, ed. Mirabilia Italiae. Egnazio Danti e la Galleria delle Carte Geografiche in Vaticano (en italiano) I. Módena: Panini.
- Gambini, Ermanno (2002). «I villaggi sommersi del Trasimeno». Quaderni del Museo della pesca del Lago Trasimeno (en italiano) (Perugia: Edizioni Era Nuova) (5).
- Gasperini, Luca; Massimiliano Rinaldo Barchi; Luca Giorgio Bellucci; Giovanni Bortoluzzi (2010). «Tectostratigraphy of Lake Trasimeno (Italy) and the geological evolution of the Northern Apennines». Tectonophysics (en inglés) CDXCII (1-4): 164-174.
- Goldsworthy, Adrian Keith (2000). Las guerras púnicas. Barcelona: Ariel. ISBN 84-344-6650-3.
- Grundy, George Beardoe (1896). «The Trebbia and Lake Trasimene». The Journal of Philology (en inglés) XXIV (47): 83-118.
- Grundy, George Beardoe (1897). «Trasimene». The Journal of Philology (en inglés) XXV (50): 273-289.
- Healy, Mark (2011). El triunfo de Aníbal. Cannas. Madrid: Osprey. Traducción inglés-español por Manuel Cuesta y David Hernández de la Fuente. ISBN 9788447373338.
- Henderson, Bernard W. (1897). «The Site of the Battle of Lake Trasimene». The Journal of Philology XXV (49): 112-130.
- Jorgensen, Christer (2009). Grandes batallas. Los combates más trascendentes de la Historia. Barcelona: Parragon. ISBN 978-1-4075-5248-4.
- Kromayer, Johannes (1912). Bausteine zu einer antiken Kriegsgeschichte (Band 3: Antike Schlachtfelder in Italien und Afrika, 1. Abtlg.) (en alemán). Berlín: Weidmannsche Buchhandlung. pp. 148-193.
- Lancel, Serge (1995). Hannibal (en inglés). París: Favard. ISBN 9782213595504.
- Lazenby, John (1998). Hannibal's War: A Military History of the Second Punic War (en inglés). Warminster: Aris & Phillips. ISBN 978-0-85668-080-9.
- Liddell Hart, Basil Henry (1967). Strategy: The Indirect Approach (en inglés). Londres: Penguin.
- Nissen, Heinrich (1867). «Die Schlacht am Trasimenus». Rheinisches Museum für Philologie (22): 565-586.
- O'Connell, Robert L. (2010). The Ghosts of Cannae: Hannibal and the Darkest Hour of the Roman Republic (en inglés). Nueva York: Random House. ISBN 9781400067022.
- Pareti, Luigi (1912). «Contributi per la storia della guerra annibalica (218-217 av. Cr.), § 5: Intorno al campo di battaglia sul lago Trasimeno». Rivista di filologia e di istruzione classica (en italiano) XL (3): 385-401.
- Pellini, Pompeo (1664). Dell'historia di Perugia (en italiano) I. Hertz: Gio. Giacomo.
- Picard, Gilbert-Charles (1957). «Karthago: Mission Archeologique Française en Tunisie». Civitas Mactaritana (en francés) (París: E. de Boccard) VIII. ISSN 0453-3429.
- Piccolpasso, Cipriano (1963). Le piante et i ritratti delle città e terre dell'Umbria sottoposte al governo di Perugia, a cura di G. Cecchini (en italiano). Roma: Istituto Nazionale di archeologia e storia dell'arte.
- Reuss, Friedrich (1906). «Die Schlacht am Trasimenersee». Klio (en alemán) (6): 226-236.
- Ricci, Giuliano de' (1780). «Descrizione de' luoghi pel viaggio di Annibale».  En Pier Vettori, ed. Viaggio di Annibale per la Toscana descritto, con due lettere al medesimo di Giuliano de' Ricci su l'istesso argomento (en italiano). Nápoles: presso Giuseppe Campo. pp. 101-110.
- Sadée, Emil (1909). «Der Frühjahrsfeldzug des Jahres 217 und die Schlacht am Trasimenischen See». Klio (en alemán) (9): 48-68.
- Salimbeti, Andrea; Raffaele D'Amato (2014). The Carthaginians 6th–2nd Century BC (en inglés). Berlín: Bloomsbury Publishing. Ilustrado por Giuseppe Rava. ISBN 9781782007777.
- Susini, Giancarlo (1960). Ricerche sulla Battaglia del Trasimeno (en italiano). Cortona: Accademia Etrusca di Cortona.
- Voigt, F. (1883). «Vortrag: Die Schlacht am Trasumenus...». Philologische Wochenschrift (en alemán) III (50): 1580-1598.